# Egységes Tanulmányi Rendszer
Az Egységes Tanulmányi Rendszer (ETR) a Magyarországon használatos felsőoktatási szoftverek egyike volt, melynek köszönhetően a diákok interneten keresztül intézhették az oktatási intézménnyel kapcsolatos teendőik egy részét. Az ETR rendszer keretében minden beiratkozott hallgatónak lehetősége nyílt arra, hogy megtekintse a Tanulmányi Osztály által róla nyilvántartott személyes és tanulmányi adatait, nyomon kövesse az egyetemhez kapcsolódó pénzmozgásait, illetve vizsgákra jelentkezzen és kurzusokat vegyen fel.
2015-től kezdve az ETR funkcionalitása fokozatosan beolvadt a Neptun.NET tanulmányi rendszerbe
, és az ETR-t használó felsőoktatási intézmények 2018-ig átálltak Neptunra.
Az ETR futtatásához Microsoft-alapú kiszolgálókra van szükség, mivel a szoftver Visual Basic-alapú ASP nyelven íródott. Bár a generált HTML-kód elméletileg platformfüggetlen, a fejlesztő cég ajánlása szerint Internet Explorer böngészővel érdemes használni az ETR oldalait.

## Legfontosabb moduljai
Az ETR moduláris felépítésű. A modulok lehetőséget biztosítanak a felsőoktatási intézmény egyes ügyeinek intézésére (például kurzusfelvétel, vizsgákra történő jelentkezés, ösztöndíjak és egyéb kifizetések figyelése).
A modulok használatára a felső menüsorban van lehetőség, illetve az öt leggyakrabban használt modulhoz magunk rendelhetünk egy-egy gombot, melyek a felső menüsor alatt mindig láthatóak, így biztosítják a gyors navigációt.

### Személyes adatok
Az intézményre történő beiratkozás és az ETR-regisztráció után a hallgatóknak az ETR segítségével lehetőségük van adataik módosítására. Itt bármikor módosíthatják e-mail, és levelezési címüket, telefonszámukat, illetve bankszámlaszámukat az ösztöndíjak és egyéb juttatások rendezése végett.

### Pénzügyek követése
Az ETR lehetőséget nyújt a ki- és befizetések pontos nyomonkövetésére is. A hallgatók láthatják, mennyi ösztöndíjban és egyéb juttatásban részesültek, illetve a költségtérítéses képzésben részt vevő tanulók ezen a felületen pontosan nyomon követhetik befizetéseiket és esetleges adósságaikat.

### Kurzusok kezelése
Az ETR-ben lehetőség van a Tanulmányi Osztály által meghirdetett kurzusok felvételére és leadására, ezen kívül a szoftver lehetőséget ad az egyes rokonkurzusok közötti átjelentkezésekre is. A kurzusfelvételi időszakban elég kényelmetlen lehet a rendszer használata, mert (ez természetesen hardverfüggő) a rengeteg egyidejű kérés hatására a kiszolgáló hamar összeomlik.
A kurzusok mindegyike rendelkezik egy kurzuskóddal, mely az adott képzést határozza meg, és egy órarendi kóddal, mely egy adott képzésen belül a kurzus helyeit, időpontjait és esetleg oktatóit jelöli. A kurzusfelvétel után egy listában láthatóak a felvett kurzusok kódjai, nevei, illetve fontosabb jellemzőik, például a kreditpontok és az órarendi adatok (oktató, hely, időpont)
Minden kurzushoz tartozik egy kurzusfórum, melyen a hallgatók és az oktatók beszélhetik meg egymással észrevételeiket, és itt tehetnek közzé közérdekű információkat. Ezen kívül az egyes kurzusokhoz az oktató rendelhet egy ún. InfoSheetet, melyen az oktatók hirdethetik ki az eredményeket.
A vizsgajelentkezési időszakban erről a felületről van lehetőség jelentkezni az egyes vizsgaidőpontokra, majd az eredmények is az ETR felületén lesznek megtekinthetőek.

### Üzenetküldő alrendszer
Az ETR lehetőséget kínál a hallgatók e-mailen és SMS-ben történő tájékoztatására.
Az üzenetek alapvetően két nagy csoportba sorolhatók: egyedi üzeneteket küldhetnek az ügyintézők és az oktatók a hallgatóknak egyénileg és csoportosan is, de automatikusan is képes a rendszer a hallgatókat tájékoztatni. Automatikus üzenetküldés esetén, ha az ETR adatbázisában bekövetkezik egy változás, akkor az érintett felhasználókat a rendszer e-mailben vagy SMS-ben azonnal értesíti erről.